# Zeynəb Məmmədyarova
Zeynəb Həmid qızı Məmmədyarova (ur. 3 października 1983 w Sumgaicie) – azerska szachistka, arcymistrzyni od 2003 roku.

## Kariera szachowa
Pochodzi z rodziny o szachowych tradycjach, jej brat Şəhriyar (ur. 1985) jest czołowym szachistą świata, a młodsza siostra – Türkan (ur. 1989) – również posiada tytuł arcymistrzyni.
Wielokrotnie (m.in. w latach 2001, 2007, 2008 i 2015) zdobyła tytuły indywidualnej mistrzyni Azerbejdżanu, była również wicemistrzynią kraju (2003). Wielokrotnie reprezentowała Azerbejdżan na mistrzostwach świata i Europy juniorek w różnych kategoriach wiekowych, dwukrotnie zdobywając złote medale: w 2000 r. w Oropesa del Mar (MŚ do 18 lat) oraz w 2002 r. w Baku (ME do 20 lat). Była również brązową medalistką MŚ do 20 lat (Nachiczewan 2003). Pomiędzy 1998 a 2014 r. ośmiokrotnie startowała na szachowych olimpiadach, trzykrotnie zdobywając medale za wyniki indywidualne: dwa srebrne (2002, na III szachownicy oraz 2010, na I szachownicy) i brązowy (2000, na IV szachownicy). Oprócz tego, sześciokrotnie (w latach 2001-2013) reprezentowała narodowe barwy na drużynowych mistrzostwach Europy.
Najwyższy ranking w dotychczasowej karierze osiągnęła 1 lipca 2007 r., z wynikiem 2384 punktów dzieliła wówczas 78-80. miejsce na światowej liście Międzynarodowej Federacji Szachowej, jednocześnie zajmując 1. miejsce wśród azerskich szachistek.